# Un'etica senza Dio
Un’etica senza Dio è un’opera filosofica scritta dal filosofo e accademico Eugenio Lecaldano, pubblicata per la prima volta nel 2006, nella quale viene trattato un argomento di carattere etico e morale, ovvero la discussione della possibile esistenza o meno di un’etica non basata sulla religione. Lo scopo di questa opera è quindi appunto quello di dimostrare che un’etica senza un Dio, inteso come religione in generale, può esistere e che l’uomo non ha bisogno del riferimento divino per stare al mondo. I temi della moralità e dell’etica fanno parte degli argomenti principali, insieme alla bioetica, presi in esame da Lecaldano nelle numerose sue opere (Etica, Bioetica. Le scelte morali, Saggi di storia e teoria dell'etica, Dizionario di bioetica, Un'etica senza Dio, Prima lezione di Filosofia Morale, Simpatia, Senza Dio. Storie di atei e ateismo, Sul senso della vita).

## Presentazione fatta da Antonio Michele Stanco
Sulla base di testi filosofici comparsi nel mondo occidentale dal XVII secolo ai nostri giorni il professore di Filosofia morale presso La Sapienza di Roma, Eugenio Lecaldano, dimostra nel suo breve volume, “Un’etica senza Dio” recentemente pubblicato da Laterza, che soltanto omettendo l’idea della presenza e dell’azione divina nella vita dell’uomo può questi avere una morale.
Dalle opere di Hume, Kant, Mill, Lecaldano muove per dimostrare come già tre, quattro secoli addietro l’attività di pensiero era giunta a stabilire, quasi definitivamente, che la religione è un impedimento giacché vieta all’uomo di guardare oltre i  confini di essa, lo limita ad una visione unica, non gli permette di svilupparsi, di accogliere il nuovo e, quindi, anche la morale che gli procura è limitata alla sfera religiosa, non è estendibile a chi di questa non fa parte, non è di tutti gli uomini ma soltanto di quelli religiosi. Perché ci sia un’etica nella quale tutti possano riconoscersi bisogna riferirsi a quella formatasi insieme all’uomo, nata e costruita con lui, con il mondo, all’origine dei tempi. Quella che è scaturita dalle prime emozioni, quando si è sofferto per un dolore, gioito per un piacere, quando si è imparato a piangere, a ridere, a sapere cosa significa essere buoni, cattivi, quanto serve per essere giusti, quanto vale essere veri, che vuol dire sentirsi in colpa, cosa intendere per bene e cosa per male. È la morale che d’allora ha seguito l’uomo nella sua evoluzione, si è modificata come la sua vita, è vissuta con lui, è diventata la sua legge. Si dirà che anche la religione separa il bene dal male, anch’essa invita, educa all’acquisizione di tali principi ma si dovrà pure ammettere che il bene e il male di una religione sono diversi da quelli di un'altra e, quindi, si dovranno riconoscere i limiti di un’etica di formazione religiosa di fronte all’altra di formazione umana e gli ostacoli  che dalla prima sono derivati e derivano all’affermazione e diffusione della seconda anche perché priva delle possibilità di rinnovamento proprie di questa.   Dell’uomo è l’etica non di Dio, della vita non della religione: questo vuol dire Lecaldano nel suo libro e per farlo si riferisce a quanto è avvenuto nel pensiero occidentale moderno e contemporaneo anche se è costretto a riconoscere che nemmeno tanto è stato sufficiente a risolvere la questione dal momento che ancora oggi essa risulta esposta a dibattiti, ancora oggi si discute sull’origine della morale.

## Struttura generale
L’opera di Lecaldano è divisa in 3 parti principali: l’introduzione, la Prima parte e la Seconda parte.
Nell'introduzione, dopo aver fatto una riflessione su un discorso fatto dal papa e aver apportato alcuni esempi riguardanti il tema della bioetica, viene spiegato come l'intento dell'autore non sia quello di "seppellire Dio" ma solo di fare una riflessione riguardo alla sua influenza sull'uomo; successiva all'introduzione inizia la Prima parte, che a sua volta può essere divisa una prima e una seconda sezione: la prima sezione è una sorta di pars destruens, dedicata agli «errori in cui cadono coloro che sostengono che Dio è necessario per l’etica». Gli errori sono soprattutto di tre tipi: essere sicuri che Dio esiste; concepire un’etica che, rifacendosi a un’entità sovrannaturale, è priva di autonomia; ritenere che l’esistenza di Dio sia compatibile con l’esistenza del male (il tutto è affrontato in 8 punti tra domande e questioni); invece nella seconda sezione, pars construens,  Lecaldano si domanda «come può essere costruita un’etica senza alcun riferimento a un Dio?». Qui l’autore mette a punto la sua ambiziosa tesi: «solo colui che è agnostico o ateo può effettivamente porre al centro della sua esistenza le richieste dell’etica, e solo colui che è senza Dio può attribuire alla morale tutta la portata e la forza che essa deve avere sia nelle scelte che riguardano la sua propria esistenza, sia un quelle che riguardano l’esistenza altrui. […] L’ateismo è la cornice intellettuale più favorevole all’affermarsi di una moralità». Non solo, ma rivendica anche il diritto che gli atei esprimano il loro punto di vista, «uscendo dalla condizione subalterna in cui sono attualmente confinati»(attraverso l'argomentazione di 10 punti). Infine nella Seconda parte l'opera si conclude con: una sezione presentata come Testi  in cui l'autore presenta alcune traduzioni di testi appartenenti a altri filosofi, questo per dimostrare come l'argomento e alcune delle riflessioni da lui fatte fossero già state elaborate da personaggi a lui precedenti (Immanuel Kant, David Hume, John Stuart Mill, Baruch Spinoza, Paul-Henry Dietrich d'Holbac, Ludwig Feuerbach, George Edward Moore, Thomas Hobbes, Pierre Bayle, Sigmund Freud, Jean-Jacques Rousseau) e, per dare la possibilità al lettore di approfondire la sua ricerca, Lecaldano, ha messo a disposizione un elenco di libri filosofici nella sezione conclusiva soprannominata Bibliografia ragionata.

## Introduzione
L’introduzione apre l’opera e lo fa citando il titolo del discorso pronunciato da papa Benedetto XVI il 30 marzo del 2006, davanti ai parlamentari del partito popolare europeo: “Vita, famiglia, educazione: non negoziabili”. Detto ciò l’autore si chiede quale possa essere stata l’utilità e il fine del discorso stesso, che secondo lui non lascia spazio a dubbi, e che con la restante parte, del discorso, (nella quale vengono esplicitate le richieste della chiesa: tutela della vita, promozione della famiglia naturale, tutela del diritto di educare i propri figli) si vadano a evidenziare i veri e propri problemi degli interventi richiesti da parte della chiesa in ambito pubblico-sociale ai parlamentari. Da questo punto in poi l’autore porta degli esempi di casi estremi, definibili come "incidenti etici", in cui l’eutanasia legale avrebbe potuto risolvere i problemi dell’individuo che ne necessitava, ma che per via della legge si sono conclusi in malo modo. Apportando questi esempi viene messo in risalto anche l’interesse provato dall’autore nei confronti della bioetica, argomento da lui trattato più volte nelle sue opere.
“[...] Il legame indissolubile tra Dio e moralità umana, che tanti dubbi e interrogativi nei secoli ha suscitato nella riflessione umana, appare di nuovo saldo. Ben lungi dal segnare una fase positiva, il riproporsi di questa concezione è un segno di decadenza della nostra cultura che si arrocca su posizioni confutate, non convalidate né dall’esperienza né dalla ragione [...]”

## Prima parte

### 1.Errori in cui cadono coloro che sostengono che Dio è necessario per l'etica
L'autore ritiene necessario per prima cosa rendere chiari i motivi per i quali, secondo lui, coloro che asseriscono l'esistenza di un'etica dipendente da Dio si sbagliano; la prima sezione è volta quindi a chiarire la questione ed è considerabile come pars destruens. Con questa prima sezione Lecaldano intende non soltanto mostrare che la presenza di Dio non è condizione necessaria per l'etica: il suo obiettivo è dimostrare come soltanto basandosi sull'assenza di Dio sia possibile costruire un'etica. Gli argomenti presentati riguardano le fallacie e gli errori di ogni etica che contenga un riferimento a Dio. È interessante notare come Lecaldano, nella sua analisi, faccia quasi esclusivamente riferimento ad autori moderni del XVIII e XIX secolo, come Hume e Mill. 
Le considerazioni apportate dall'autore sono:
- Non è possibile dimostrare l'esistenza di Dio: ogni etica divina si ritroverebbe pertanto infondata.
- Una siffatta etica non può inoltre essere universale: essa non si applicherebbe ad atei ed agnostici e, qualora si volesse partire da una religione rivelata, ai credenti di altre confessioni.
- Un comportamento etico non può essere eterodiretto, ma deve essere liberamente e autonomamente scelto dal soggetto: l'etica non può quindi ridursi all'obbedienza di comandamenti di origine divina.

- L'etica non può nemmeno fondarsi sulle leggi di natura, intendendo la natura come manifestazione o progetto di Dio: la natura così concepita semplicemente non esiste, si tratta soltanto di una giustificazione a posteriori di scelte etiche preconcette.
- Un'etica dedotta da Dio tende a volersi applicare, o meglio imporre, a tutti, ignorando così le differenze individuali e, soprattutto, la irrinunciabile differenza tra legge e morale.
- Un'etica con Dio non può che ridursi all'obbedienza per paura dell'eterno castigo.

### 2.Come può essere costruita un'etica senza alcun riferimento a un Dio?
Nella seconda sezione, definibile come pars construens del saggio, Lecaldano ha cercato di mettere le basi affinché un'etica senza Dio possa essere possibile e realizzabile. Lo fa basandosi e articolandosi intorno a due tesi forti, ovvero: una secondo cui lo spazio etico è lo spazio della responsabilità e una seconda cui l'etica è naturale e non necessita di fondazione. La responsabilità morale ha due radici:  l'autonomia e la libertà. Lecaldano accoglie una interpretazione minimale ed empirica di questi due concetti: la libertà è da intendersi semplicemente come «assenza di qualsiasi costrizione o coercizione esterna nella scelta delle azioni da compiere». Una definizione più vicina a Hume e a Mill che a Kant, la cui prospettiva, basata sul libero arbitrio e sull'indifferenza rispetto a emozioni e ricompense, viene definita «spiritualistica e criptoreligiosa». La moralità di una azione è quindi indipendente dal movente, che può anche essere di natura sentimentale. Liberarsi dall'idea fallace per cui Dio è la fonte generatrice dei nostri autentici valori morali non garantisce di per sé un approdo a un sistema di valori che regoli le nostre azioni in modo buono è giusto. L'accettabilità morale delle nostre scelte e azioni, infatti, dipenderà dalla persona che siamo. È il tipo di persona che siamo discende da cause del tutto diverse dal credere o non credere in Dio o dal ricavare l'autorità per i nostri principi morali da una fonte piuttosto che da un'altra. Coloro che non credono in Dio e che non affidano a un'autorità esterna l'origine e la giustificazione dei propri principi morali, possono ricercare in modo aperto e senza illusorie presupposizioni ciò che conta per distinguere una condotta morale da una non morale. Pertanto queste sono le considerazioni fatte da Lecaldano:
- Per essere moralmente responsabili dobbiamo liberarci non solo dal volere di Dio, ma dei più terreni condizionamenti.
- La libertà e l'autonomia individuali sono riconducibili alla assenza di qualsiasi costrizione o coercizione esterna nella scelta delle azioni da compiere.
- L'etica senza Dio dovrà ammettere l'esistenza di un grande numero di persone moralmente responsabili e, data la loro autonomia e libertà, dovrà dare per scontato che vi sia una grande diversità nei modi in cui queste persone realizzeranno la propria ricerca di una condotta moralmente responsabile.
- Il processo naturale di formazione della soggettività morale non richiede alcun appello a un nostro posto speciale nel creato e non ha alcun bisogno di trovare conforto nel riconoscimento di una nostra comune natura di creature e di figli prediletti di Dio. È sufficiente il richiamo alla naturale simpatia con le emozioni altrui.
- Un'etica senza Dio può proporsi come antidoto all'atrofizzazione dei nostri sentimenti morali, all'impossibilità di correggerli, allargarli e rivederli sulla base delle nostre esperienze particolari delle condizioni effettive dei nostri simili.
- Non sia bisogno alcuno di ricorrere ad un autore della natura e ai suoi disegni per spiegare l'origine della vita e della specie umana, poiché possiamo farlo in termini evolutivi e naturali, allo stesso modo in cui non abbiamo bisogno alcuno di ricorrere a Dio per spiegare l'etica, poiché possiamo farlo appellandosi alla natura umana.
- Non va perso di vista è l'emozione, il sentimento che accompagna le condotte che si conformano a regole morali e, in modo altrettanto significativo, il sentimento che si accompagna alle condotte che ha queste regole non si conformano.
- Il credente tende ad adeguare le sue emozioni morali a quanto prescrive la sua fede e dunque a condividere solo quelle condotte ispirate a sentimenti così costruiti. In quanto generati in tal modo, le sue emozioni morali saranno scarsamente influenzabili da un processo critico volto a rivedere la condotta sulla base dell'esperienza.

| Parti         | Sezioni                                                                        | Punti affrontati |
| ------------- | ------------------------------------------------------------------------------ | --- |
| Introduzione  |                                                                                | |
| Prima parte   | 1. Errori in cui cadono coloro che sostengono che Dio è necessario per l'etica | 1.1 Possiamo dare per scontato che esista un Dio quale autore della Natura? 1.2 Cosa succede se facciamo dipendere l'etica dalla rivelazione di un Dio? 1.3 Quale concezione della natura dell'etica siamo costretti a accettare se crediamo derivi da un Dio? 1.4 Cosa comporta ridurre l'etica a un comando divino? 1.5 Cosa comporta fondare l'etica su leggi naturali volute da un Dio? 1.6 Incoerenze e confusioni insanabili di chi crede che non possiamo avere un'etica senza Dio? 1.7 Come la morale fondata su Dio unisce in modo illiberale morale e legge 1.8 Che carattere avrà chi crede che la moralità derivi da Dio? |
| Prima parte   | 2. Come può essere costruita un'etica senza alcun riferimento a un Dio?        | 2.1 L'autonomia individuale e la libertà personale come radice della responsabilità morale 2.2 La sensibilità verso una comune umanità e il senso di giustizia 2.3 Un punto di vista ateo, coerente, completo e autosufficiente sul nostro posto nell'universo 2.4 Una sensata decostruzione dell'idea di Dio 2.5 Un'etica radicata completamente nella natura umana 2.6 Il carattere virtuoso e ideale che sia accompagna un'etica senza Dio 2.7 Una pratica guidata dei sentimenti e della ragione umani 2.8 Universalità e relatività dei valori di un'etica senza Dio 2.9 Una coincidenza liberale della relazione tra moralità e legge 2.10 Le prospettive di un'etica senza Dio: continuità o innovazione rispetto ai valori tradizionali? |
| Parte seconda | Testi                                                                          | Riferimenti ad altri autori - Sulla critica delle prove dell'esistenza di Dio - Sulla critica della rivelazione e dei monoteisti - Sulla critica alla riduzione della moralità a comandi divini - Sulla difficoltà nell'appello dell'etica religiosa alle leggi naturali e alla retta religione - Sulla difficoltà della religione nello spiegare l'origine del male - Sul carattere morale del credente e le virtù dell'ateo - Sull'etica senza Dio e l'autonomia, la sensibilità verso gli altri - Sulla genealogia della religione e dell'idea di Dio - Sulla continuità o discontinuità tra etica religiosa e non religiosa |
| Parte seconda | Bibliografia ragionata                                                         | Opere consigliate dall'autore per approfondire l'argomento |